# Heinz Nickelsburg
Heinz Nickelsburg (* 27. Oktober 1912 in Berlin; † 17. März 2001 in London) war ein deutscher Tischtennisspieler. 

## Werdegang
Heinz Nickelsburg spielte bei den Vereinen Westend Berlin und TC Borussia 1902 Berlin. Er bestritt zwischen 1930 und 1933 29 Länderspiele für Deutschland und nahm dabei an vier Weltmeisterschaften teil. 1931 wurde er deutscher Meister im Doppel, zweimal wurde er Vizemeister im Einzel.
Als 1933 die Nationalsozialisten in Deutschland an die Macht kamen, forderten sie alle Sportverbände zur Arisierung auf. Daraufhin emigrierte Nickelsburg als gebürtiger Jude in die Schweiz. 1934 und 1938 nahm er unter Schweizer Flagge als Spieler und Mannschaftsbetreuer der Schweiz an den Weltmeisterschaften teil.
Ende der 1930er-Jahre übersiedelte er nach England. Er erwarb die britische Staatsbürgerschaft und lebte bis zu seinem Lebensende unter dem Namen Hilary Nichols in London.

## Sportliche Erfolge
- Teilnahme an sechs Weltmeisterschaften
  - 1930 in Berlin:     7. Platz mit Herrenmannschaft
  - 1931 in Budapest:   Viertelfinale Doppel, 5. Platz mit Herrenmannschaft
  - 1932 in Prag:       Achtelfinale im Einzel, 5. Platz mit Herrenmannschaft
  - 1933 in Baden/Wien: Viertelfinale Mixed, 7. Platz mit Herrenmannschaft
  - 1934 in Paris:      für die Schweiz nur Individual
  - 1938 in Wembley:    für die Schweiz nur Individual

- Internationale Meisterschaften
  - 1934 Schweiz:                 1. Platz Einzel, 1. Platz Doppel (mit P.Vergain, Schweiz), 1. Platz Mixed (mit B.Wyss, Schweiz)
  - 1936 Chaux-de-Fonds, Schweiz: 1. Platz Mixed (mit N.Dyrenfurth, Schweiz)
  - 1937 Vevey, Schweiz:          1. Platz Doppel (mit N.Dyrenfurth, Schweiz), 1. Platz Mixed (mit M.Isely, Schweiz)
  - 1938 Zürich, Schweiz:         1. Platz Mixed (mit N.Dyrenfurth, Schweiz)

- Nationale deutsche Meisterschaften
  - 1931 in Magdeburg:  2. Platz Einzel, 1. Platz Doppel (mit Nikita Madjaroglou)
  - 1932 in Dresden:    2. Platz Einzel
  - 1933 in Hamburg:    4. Platz Einzel

- Ranglisten
  - 1930–1932: 2. Platz in der deutschen Rangliste

## Turnierergebnisse
| Verband | Veranstaltung     | Jahr | Ort      | Land | Einzel     | Doppel        | Mixed         | Team |
| ------- | ----------------- | ---- | -------- | ---- | ---------- | ------------- | ------------- | ---- |
| SUI     | Weltmeisterschaft | 1938 | Wembley  | ENG  | letzte 128 | Scratched     | letzte 32     |      |
| SUI     | Weltmeisterschaft | 1934 | Paris    | FRA  | letzte 32  | letzte 16     | keine Teiln.  |      |
| GER     | Weltmeisterschaft | 1933 | Baden    | AUT  | letzte 64  | letzte 32     | Viertelfinale | 7    |
| GER     | Weltmeisterschaft | 1932 | Prag     | TCH  | letzte 16  | letzte 16     | letzte 16     | 5    |
| GER     | Weltmeisterschaft | 1931 | Budapest | HUN  | letzte 32  | Viertelfinale | keine Teiln.  | 5    |
| GER     | Weltmeisterschaft | 1930 | Berlin   | FRG  | letzte 64  | keine Teiln.  | keine Teiln.  | 7    |